# 马晓琴
马晓琴（1979年—），甘肃积石山人，保安族，中华人民共和国政治人物、第十一届全国人民代表大会甘肃地区代表。
担任甘肃省积石山县城市建设局职工。2008年起担任全国人大代表。